# Сан Николо Джерей
Сан Николо̀ Джерѐй (на италиански: San Nicolò Gerrei; на сардински: Paùli Xrexèi, Паули Жрежей) е село и община в Южна Италия, провинция Южна Сардиния, автономен регион и остров Сардиния. Разположено е на 365 m надморска височина. Населението на общината е 881 души (към 2010 г.).